# Onychognathus blythii
El estornino somalí (Onychognathus blythii) es una especie de ave paseriforme en la familia Sturnidae propia del África oriental. El nombre científico de la especie conmemora al zoólogo británico Edward Blyth.

## Descripción
Mide 28 cm de longitud en promedio y pesa 100 gramos. El plumaje es principalmente negro azulado iridiscente con las primarias de color marrón rojizo. La hembra es más apagada que el macho y tiene la cabeza de color gris cenizo.

## Distribución
Se distribuye en el Cuerno de África, a través de Eritrea, Etiopía, Somalia, Yibuti y la isla de Socotra en Yemen.